# Tuscola (Illinois)
Tuscola è un comune degli Stati Uniti d'America, situato nell'Illinois, nella contea di Douglas, della quale è anche il capoluogo.